# Ліпник (гміна Щучин)
Ліпник (пол. Lipnik) — село в Польщі, у гміні Щучин Ґраєвського повіту Підляського воєводства.
Населення — 44 особи (2011).
У 1975-1998 роках село належало до Ломжинського воєводства.

## Демографія
Демографічна структура станом на 31 березня 2011 року:
|          | Загалом | Допрацездатний вік | Працездатний вік | Постпрацездатний вік |
| -------- | ------- | ------------------ | ---------------- | -------------------- |
| Чоловіки | 26      | 8                  | 16               | 2                    |
| Жінки    | 18      | 2                  | 12               | 4                    |
| Разом    | 44      | 10                 | 28               | 6                    |